# Ik sta jou beter
Ik sta jou beter is een lied van het Nederlandse dj-trio Kris Kross Amsterdam en zanger Nielson. Het werd in 2019 als single uitgebracht. 

## Achtergrond
Ik sta jou beter is geschreven door Niels Littooij, Don Zwaaneveld, Lodewijk Martens, Joren van der Voort, Diederik van Elsas, Bas van Daalen, Jordy Huisman, Sander Huisman en Yuki Kempees en geproduceerd door Martens, Van der Voort, Van Elsas, Van Daalen en Kris Kross Amsterdam. Het is een nummer uit het genre nederpop. Het lied bevat een sample van Love Don't Cost a Thing van Jennifer Lopez uit 2001. In het lied zegt een jongen tegen een meisje dat hij vindt dat hij beter bij haar past dan de vriend die zij heeft. Het lied was voor Kris Kross Amsterdam de derde opeenvolgende Nederlandse hit; hiervoor brachten ze vooral nummers in het Engels uit. Het is de eerste en enige samenwerking tussen het trio en de zanger.

## Hitnoteringen
De artiesten hadden succes met het lied in de hitlijsten van het Nederlands taalgebied. In de Nederlandse Top 40 kwam het tot de vijftiende positie in de vijftien weken dat het in de lijst stond. Het piekte op de 23e plaats van de Single Top 100 en was negentien weken in deze hitlijst te vinden. In de Vlaamse Ultratop 50 was er geen notering. Het kwam hier tot de derde plaats van de Ultratip 100.